# Exalloniscus nepalensis
Exalloniscus nepalensis là một loài chân đều trong họ Oniscidae. Loài này được Schmalfuss miêu tả khoa học năm 1983.